# Magomiet Batczajew
MAgomiet Iljasowicz Batczajew (ros. Магоме́т Илья́сович Батча́ев, ur. 1900 w Wierchniej Tiebierdzie w obwodzie terskim, zm. 1938) – działacz państwowy Karaczajo-Czerkiesji.

## Życiorys
W 1919 ukończył gimnazjum, od 1921 wchodził w skład władz Karaczajewskiego Okręgu Autonomicznego (późniejszy Karaczajo-Czerkieski Obwód Autonomiczny) jako członek Okręgowego Komitetu Wykonawczego, został członkiem RKP(b). Kierował Karaczajo-Czerkieską Obwodową Inspekcją Robotniczo-Chłopską i obwodowym oddziałem finansowym, od 1924 redagował gazetę "Taułu Dżaszau" ("Górskie Życie"). Od czerwca 1926 do 1927 był przewodniczącym Komitetu Wykonawczego Obwodowej Rady Karaczajewskiego Obwodu Autonomicznego, 1927 został instruktorem Północnokaukaskiego Komitetu Krajowego WKP(b), potem do września 1937 kierował wydziałem Komitetu Obwodowego Komunistycznej Partii (bolszewików) Kazachstanu w Karagandzie. 3 września 1937 został aresztowany, padł ofiarą wielkiego terroru. W sierpniu 1956 został pośmiertnie zrehabilitowany.